# ۱۳۰۴ (قمری)
۱۳۰۴ (قمری)، هزار و سیصد و چهارمین سال در گاهشماری هجری قمری است. اول محرم این سال برابر با سی‌ام سپتامبر سال ۱۸۸۶ میلادی است.

## زادگان
محمدتقی آملی، مجتهد و فقیه شیعه

## وابسته
- دارالفنون
- محمد حجازی